# Magrunner: Dark Pulse
Magrunner: Dark Pulse — комп'ютерна гра в жанрі екшен-головоломки з виглядом від першої особи, розроблена та видана українською компанією Frogwares. Вихід на персональному комп'ютері відбувся 20 червня 2013 року. 23 жовтня та 25 жовтня відповідно заплановано вихід гри на консолях Xbox 360 (у сервісі Xbox Live Arcade) та PlayStation 3 (у сервісі PlayStation Network).

## Сюжет
Стилістика гри — світ майбутнього та високих технологій (кіберпанк) 2050 року, поєднаний зі світом Ктулху, створеним письменником Говардом Лавкрафтом.
Головний герой на ім'я Декс (англ. Dax) є одним із семи маграннерів (англ. Magrunners — дослівно: ті, що біжать з магнітами), обраним для участі в космічній програмі корпорації MagTech.

## Ігровий процес
Гра виконана у жанрі екшен-головоломки. Гравцеві керує Дексом, що озброєний спеціальною рукавичкою, вирішу за її допомогою різні просторові головоломки, які ґрунтуються на взаємодії намагнічених об'єктів. Використовується вид від першої особи.

## Історія розробки
Робота над грою розпочалася, ще у 2011 році співробітниками компанії Frogwares. Вона була виділені в окрему внутрішні студію, 3 AM Games. Її планувалося використовувати для створення експериментальних ігор, проте, крім Magrunner, жодних проектів під маркою цієї підстудії не було розроблено.
|                          | Якоїсь миті частина наших співробітників захотіла просунутися далі, розвиваючи пригодницький жанр, додати трохи динаміки до наших ігор. Саме так з'явилася нова підстудія - 3 АМ Games. |
| — Ольга Рыжко, Frogwares | |

Для розробки був обраний сторонній ігровий рушій — Unreal Engine 3. Після року розробки було написано історію, та створено двадцять п'ять рівнів, а також закінчено специфікації дизайну для всіх 41 рівнів.
Сценарій гри кілька разів переглядався, змінювалася назва, ім'я головного героя. Так, спочатку гра могла бути названа NYC, що відбувалося б від: N — Newton (Ньютон), Y = Yoshi (Йоші, ранній варіант імені головного героя) і C — Cthulhu (Ктулху).
Однак ідея поєднання світу майбутнього з міфами про Ктулху також з'явилася не відразу, спочатку передбачалося, що у грі будуть головоломки у «чистому» науково-фантастичному антуражі, щось на зразок Portal або Portal 2, з якими порівнюється гра, проте розробники прагли йти власним шляхом. Примітно, що тема міфів Ктулху, вже раніше торкалася гри Frogwares — Sherlock Holmes: The Awakened («Шерлок Холмс: Секрет Ктулху»).
Станом на липень 2012 року було відомо, про те, що в гру вклали 800 тисяч євро, чого виявилось недостатнім. Для підтримки розробки 3 АМ Games вирішила звернутися до сервісу краудфандингу (фінансування гри із залученням гравців) — Gamesplanet Lab. Передбачалося, що якщо вдасться зібрати 100€ тисяч євро, в гру буде доданий багатокористувацький режим, якщо 200€ тисяч — буде випущена версія для Mac, найнятий відомий композитор і створені нові рівні для однокористувацької гри; якщо вдасться зібрати 300€ тисяч — буде зроблено озвучення п'ятьма європейськими мовами, а якщо буде зібрано 400€ тисяч — будуть випущені версії для iPad і, навіть Apple TV.
Зрештою, гра була частково профінансована за допомогою вищезгаданої системи залучення коштів (вдалось зібрати 110 000 €). Незадовго до виходу гравці, які підтримали розробку, отримали можливість оцінити бета-версію гри. Вихід гри відбувся за участю Frogwares та видавця Focus Home Interactive; Таким чином, гра вийшла спільним проектом 3 AM Games та основної компанії Frogwares.
20 червня 2013 гра вийшла для персональних комп'ютерів під ОС Windows, в сервісах Steam та GOG, а також в коробковому виданні (закордонним роздрібним видавцем стала Focus Home Interactive, в Росії — " 1С-СофтКлаб ", гра вийшла з російськими субтитрами). 23 та 25 жовтня того ж року відбувся вихід версій для Xbox 360 та PlayStation 3 .

## Рецензії та оцінки
Гра була позитивно зустрінута спеціалізованою пресою. Загальна оцінка на Metacritic становить 70 % зі 100 % .